# 電気式シュネルゼーアー

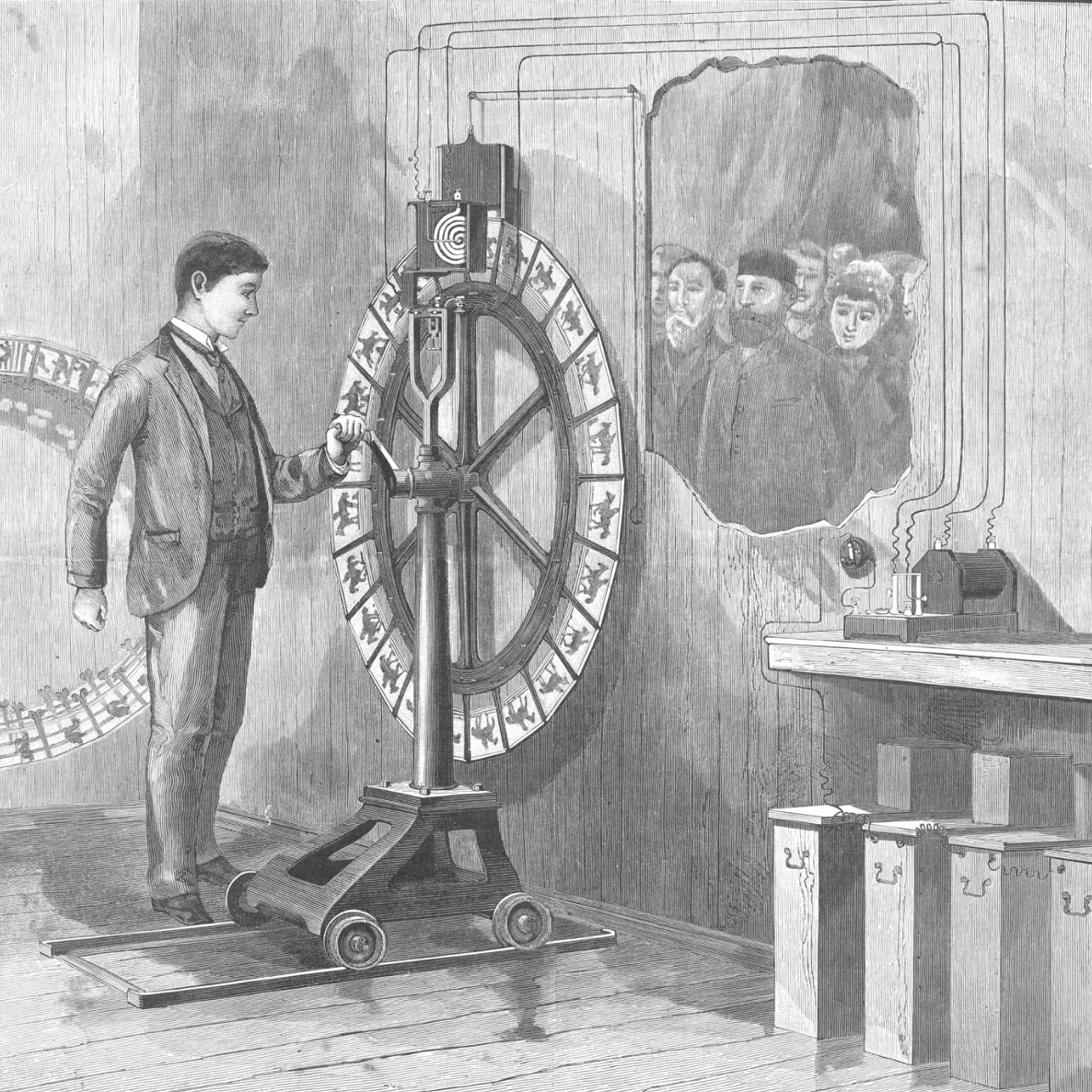
電気式シュネルゼーアー(『American Scientific』誌、1889年11月16日号、p.303)

電気式シュネルゼーアー（でんきしきシュネルゼーアー、独: Elektrotachyscop、独: Elektrischer Schnellseher、独: Tachyskop、アメリカでは英: Electrical Wonder Automat）とは、1887年にオットマール・アンシュッツが発明した連続写真を映写する機械である。映画史の技術発展において重要なもののひとつ。1893年のシカゴ万国博覧会で初公開された。

## 概要
直径1.5mの巨大な円盤の周縁に、9cm×13cmの透明なガラス板でできた連続写真（クロノフォトグラフィ）を24枚貼り付ける。円盤の最上部にはストロボ装置が取り付けてある。ハンドルで円盤を回すと、写真が最上部を次々に通過する。そのたびにストロボ装置のガイスラー管が発光し、その光は透明な写真を通過する。単独もしくは少数の観客は小さな窓を通してそれを見る。すると写真が動いているように見える、という仕掛けである。